# Балахановское (озеро)
Балаха́новское (Торхон-ярви) — озеро в Приозерском районе Ленинградской области. Название — по посёлку Балаханово, названного, в свою очередь в честь Д. А. Балаханова — Героя Советского союза, погибшего в Финскую войну.
До 1939 года озеро находилось на территории Финляндии, до 1948 года сохраняло финское название Торхонярви (фин. Torhonjärvi).
Площадь озера — 15,7 км², по другой информации — 18.3 км² (одно из крупнейших озёр Карельского перешейка).
В озеро на севере впадает река Хюмалайченйоки (из Любимовского озера и озера Вуокса), на северо-востоке — река Стрельцовка (из Сапёрного озера).
На юге протока Вуокса-Вирта связывает Балахановское озеро с Вуоксой.
В результате создания Лосевской протоки в 1858 году уровень воды в озере упал на 5 метров, изменилось направление стока (ранее через Хюмалайченйоки воды Балахановского стекали в озеро Вуокса). В настоящее время Балахановское озеро мелководно и сильно зарастает (до 50 % площади).
В Балахановском озере водятся окунь, плотва, ёрш, густера, щука, судак, лещ, краснопёрка.